# Museo de Zoología de la Universidad de São Paulo
El Museo de Zoología de la Universidad de São Paulo', o MZUSP', es un museo de historia natural público situado en el barrio de Ipiranga, en la ciudad de São Paulo, Brasil. Se ubica detrás del Museo Paulista. Su sede es un edificio construido con el propósito de ser un museo de historia natural con  vitrales y decoraciones en yeso que muestran temas zoológicos. Su exposición permanente alberga una serie de animales disecados, fósiles, réplicas de fósiles y diversa información educativa. 
El museo comenzó a funcionar a finales del siglo XIX como parte del Museo Paulista y se trasladó a un edificio propio en 1941. En 1969, pasó a formar parte de la Universidad de São Paulo y recibió su nombre actual. Además de ser un lugar de visita, el museo también alberga colecciones científicas de diversos grupos zoológicos y su personal docente lleva a cabo investigaciones e imparte cursos a estudiantes de grado y posgrado. Desde el 2011, el Museo de Zoología cuenta con su propio programa de posgrado en «Sistemática, Taxonomía Animal y Biodiversidad». También ofrece estudios de posgrado en museología, a través del programa interunidades de la USP.
El MZUSP posee una de las mayores colecciones de historia natural de América Latina, con más de 8,5 millones de especímenes preservados de vertebrados (anfibios, mamíferos, aves, peces y reptiles) e invertebrados (cnidarios, insectos, crustáceos, arácnidos, miriapodos, anélidos, moluscos y otros grupos marinos). Cada colección está organizada de forma independiente y dispuesta en función de las necesidades específicas. Otras instalaciones del museo incluyen una biblioteca especializada en zoología y laboratorios dedicados a la investigación en cronobiología, microscopía electrónica, biología molecular, histología y tomografía computarizada. El MZUSP también gestiona la Estación Biológica de Boracéia en el bosque cerca de Salesópolis para investigación de campo.
El Museo fue cerrado en 2011 para reformas y fue reabierto en 2015 con novedades como la exposición «Biodiversidad: conocer para preservar». La organización interna del Museo de Zoología cuenta ahora con una nueva escenografía y animales más diversos en su galería además de un nuevo laboratorio abierto al público para que las personas puedan interactuar con una simulación del museo entre bastidores.